# Margaret Wake, 3. Baroness Wake

Wappen von Margaret Wake, Baroness Wake

Margaret Wake, Countess of Kent, 3. Baroness Wake (* um 1300; † 29. September 1349) war eine englische Adlige. 
Sie war eine Tochter von John Wake, 1. Baron Wake und dessen Frau Joan. Ihr Vater starb bereits im April 1300, ihre Mutter vor 1309. In erster Ehe heiratete sie vor 1314 den aus Schottland vertriebenen  John Comyn, den Sohn und Erben des schottischen Thronanwärters John III. Comyn, Lord of Badenoch. Ihr Mann unterstützte die Engländer gegen den schottischen König Robert the Bruce und fiel am 24. Juni 1314 in der Schlacht von Bannockburn. Von ihm bekam sie einen postumen Sohn, der jedoch noch als Kleinkind starb. In zweiter Ehe heiratete sie um den 25. Dezember 1325 Edmund of Woodstock, 1. Earl of Kent, den jüngsten Sohn von König Eduard I. und von Margarethe von Frankreich. Er wurde am 19. März 1330 als angeblicher Verräter hingerichtet.
Sie erbte nach dem kinderlosen Tod ihres Bruders Thomas Wake Ende Mai 1349 den Titel Baroness Wake, of Liddell, starb jedoch nur wenige Monate später an der Beulenpest. 
Mit ihrem zweiten Ehemann Edmund of Woodstock hatte sie mehrere Kinder, darunter:
- Edmund Plantagenet, 2. Earl of Kent (um 1326–1331)
- Margaret Plantagenet (1327–vor 1352)
- Joan of Kent (1328–1385)

1. ⚭ Thomas Holland, 1. Earl of Kent
2. ⚭ Edward of Woodstock, Prince of Wales

- John, 3. Earl of Kent (1330–1352) ⚭ Elisabeth von Jülich